# Argiope appensa
Espèce
Synonymes
- Epeira appensa Walckenaer, 1841
- Epeira crenulata Doleschall, 1857
- Argiope chrysorrhoea L. Koch, 1871
- Coganargiope reticulata Kishida, 1936
- Argiope schoenigi Marapao, 1965

Argiope appensa est une espèce d'araignées aranéomorphes de la famille des Araneidae.

## Distribution
Cette espèce se rencontre à Hawaï, aux îles Marshall, aux îles Mariannes, aux îles Carolines, à Taïwan, aux Philippines, en Indonésie et en Papouasie-Nouvelle-Guinée,.

## Description

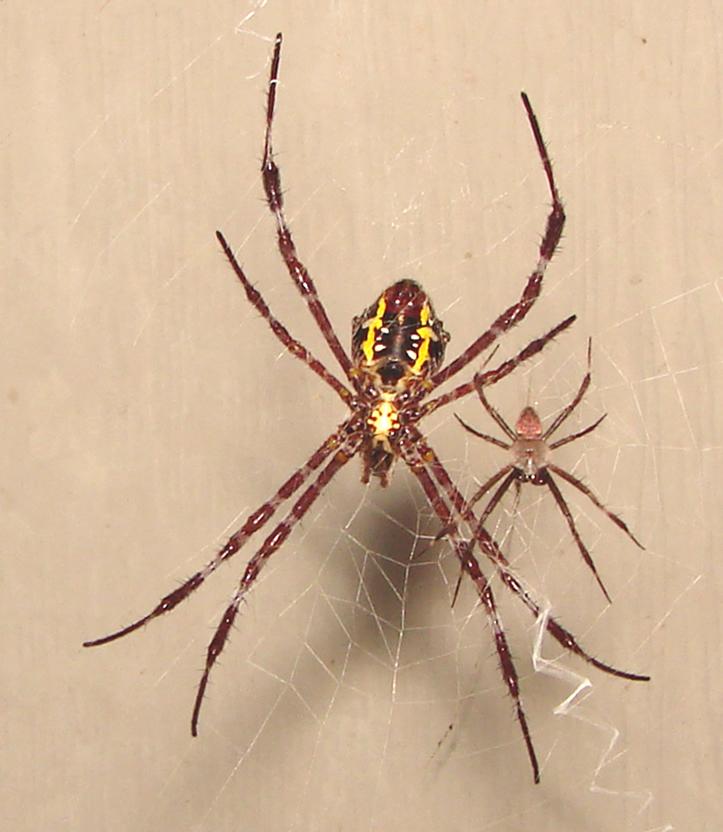
Argiope appensa ♀ (vue ventrale) et ♂ (vue dorsale) à droite

Cette espèce présente un dimorphisme sexuel, la femelle mesure jusqu'à 70 mm et le mâle 20 mm.

## Comportement

### Alimentation
Sa toile a été particulièrement étudiée à Guam car elle compte moins de stabilimenta que dans le reste de sa distribution.

### Publication originale
- Walckenaer, 1841 : Histoire naturelle des Insects. Aptères. Paris, vol. 2, p. 1-549.